# Hegyes moha
A hegyes moha (Calliergonella cuspidata) egy pleurokarp (oldaltermő) lombosmoha faj az Amblystegiaceae családból. A rendszertani besorolása eléggé bizonytalan, tartozott már Pylasiaceae és Hypnaceae családba is. A jelenlegi rendszertani helyét a Catalogue of Life 2016 novemberi adatai alapján adtuk meg.

## Jellemzői
Jellemző erre a fajra, hogy a hajtás végén a levelek szorosan összesimulnak és egy hegyes hajtáscsúcsot hoznak létre. A hajtás többi részén a levelek elállnak a szártól.
A növény  általában 15–20 cm hosszú, világos vagy sárgászöld színű, a szára gyakran barnás vagy vöröses színű. Szabálytalanul ágaznak el az oldalhajtásai a főhajtásról. A levelek 2–3 mm hosszúak, nagyjából tojásdad alakúak, a levélcsúcs lekerekített. A levél sejtjei prosenchymatikusak (hosszúkásak, keskenyek), a saroksejtek jól elkülönülnek a többi levélsejttől, nagyméretűek. A levélér csökevényes, rövid kettős vagy hiányozhat is.

## Előfordulás
Nedves, mocsaras élőhelyeken a talajon él elsősorban (sásrétek, láprétek, patakok és források mellett), de a kertekben, ligetekben és parkokban is megél ahol sok a nedvesség. Jól tűri a magas tápanyag ellátottságot (nitrogén, foszfor) így ruderális helyeken is megél. Ez a tulajdonsága teszi lehetővé hogy az egész világon kezd elterjedni. Nem csak Európában és Észak-Amerikában található meg hanem a déli féltekén is (Dél-Amerika, Ausztrália, Új-Zéland). Kozmopolita faj.
Magyarországon gyakori és közönséges, szinte mindenhol megtalálható.

## Képek

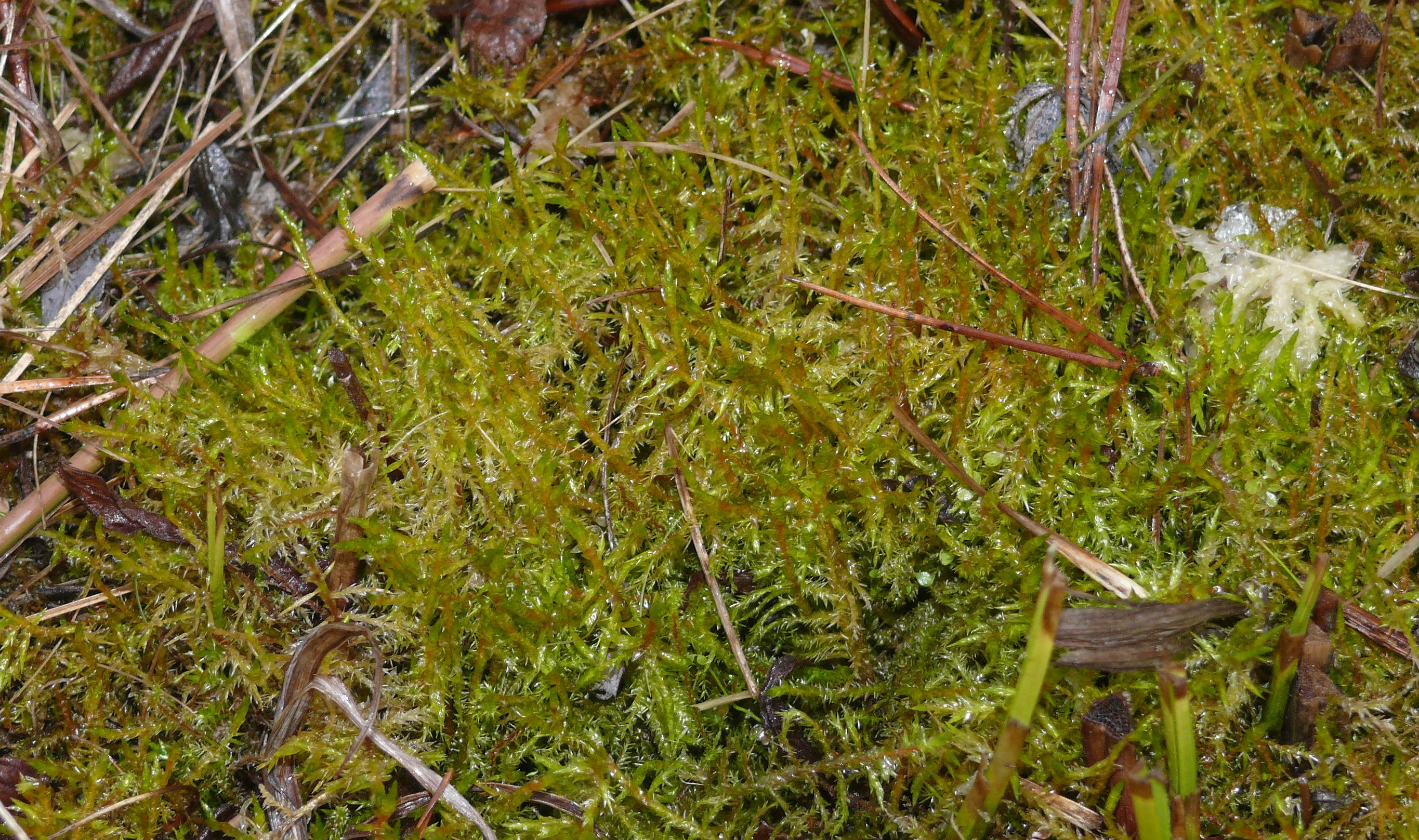
Habitus kép
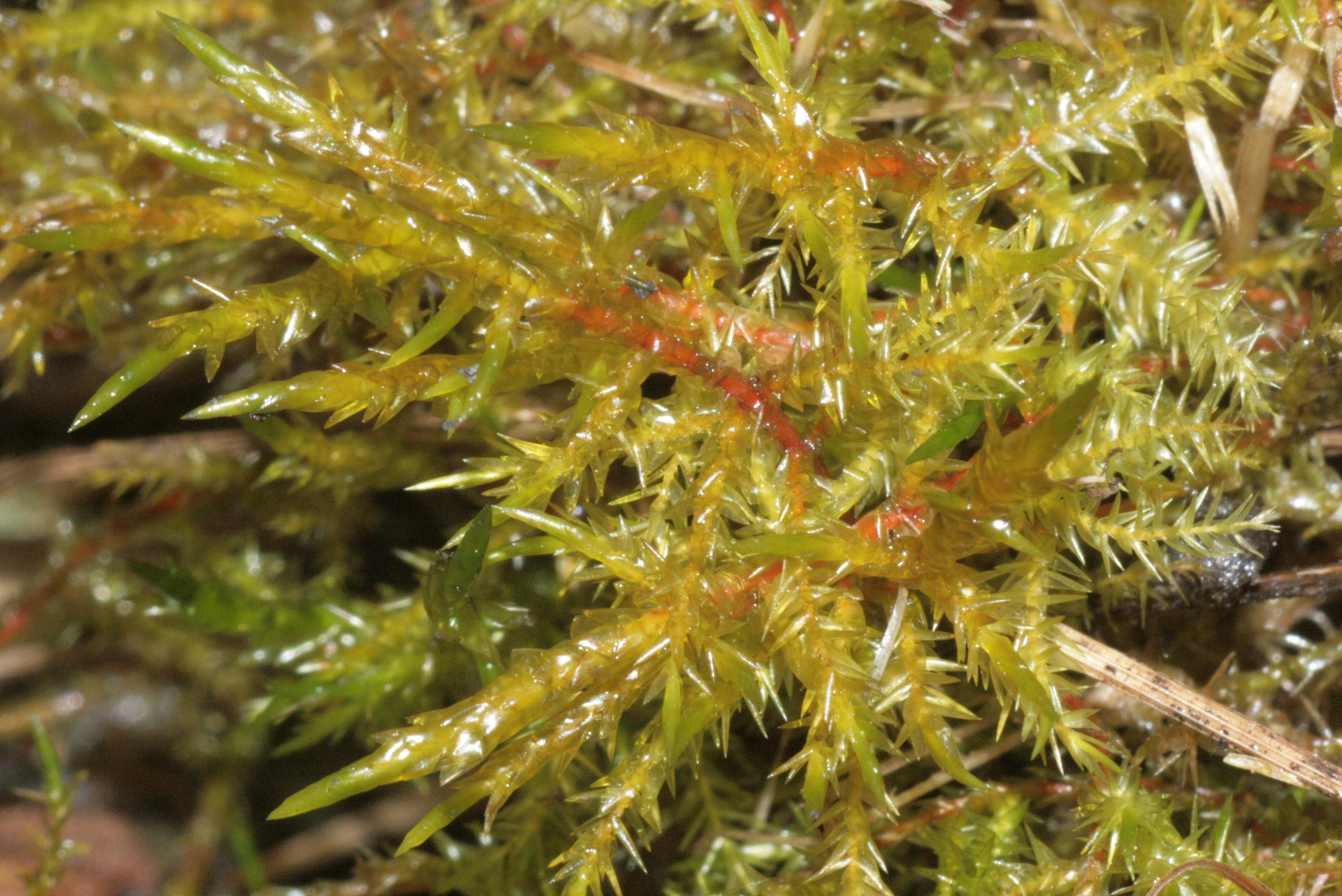
Közeli habitus kép, jól látszódnak a hegyes hajtáscsúcsok
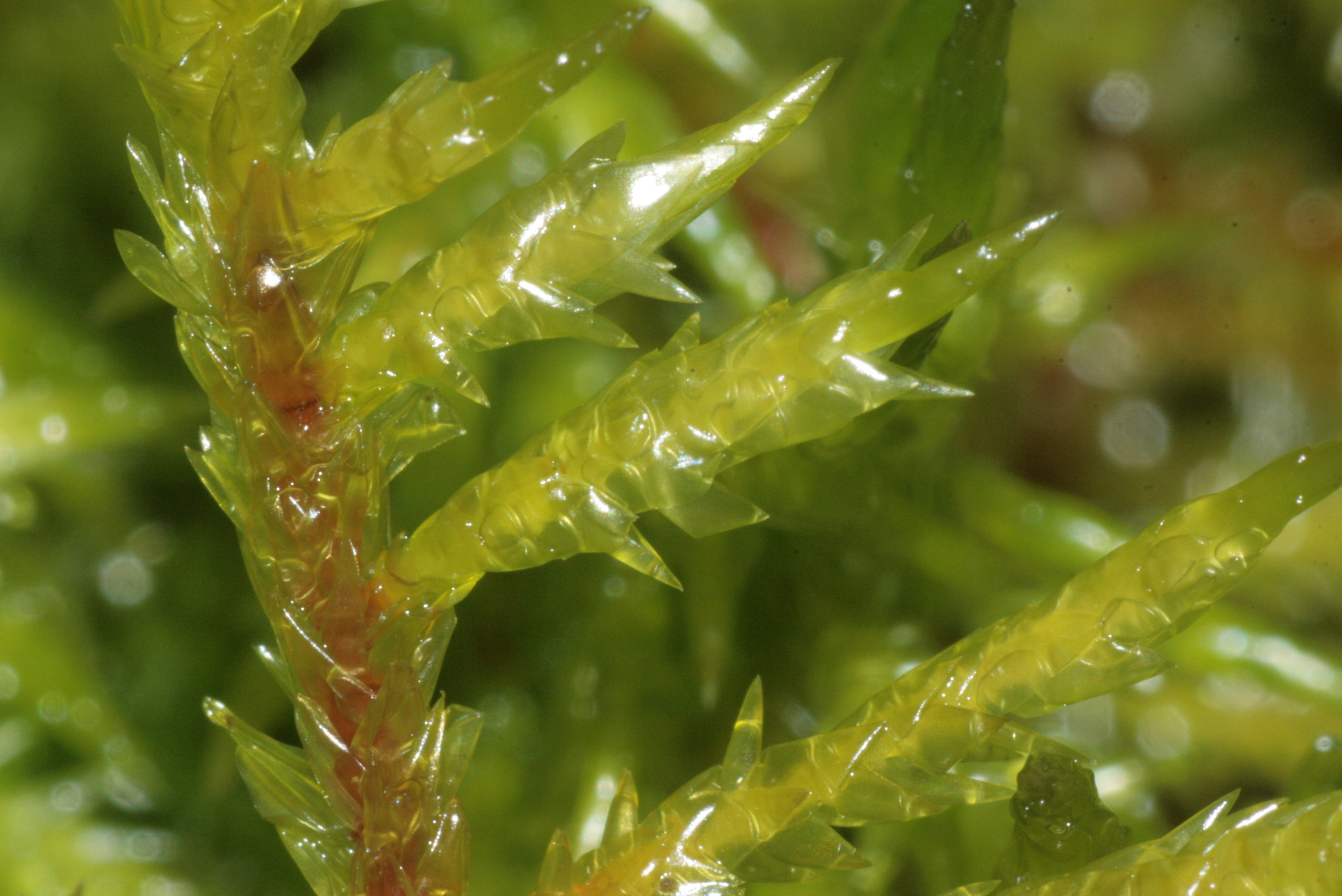
Hegyes hajtáscsúcsok közeli képe
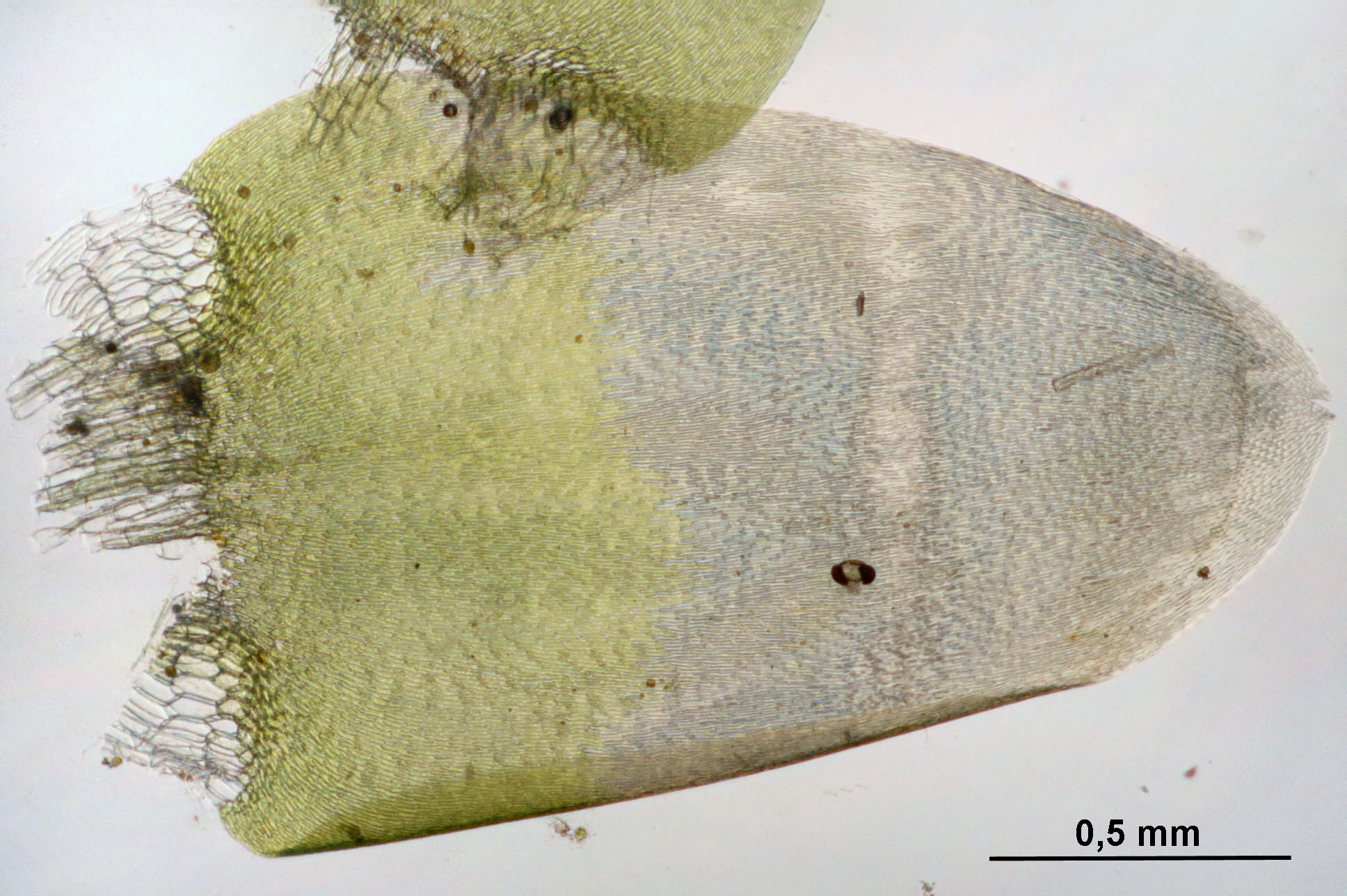
A levelek csúcsa lekerekített
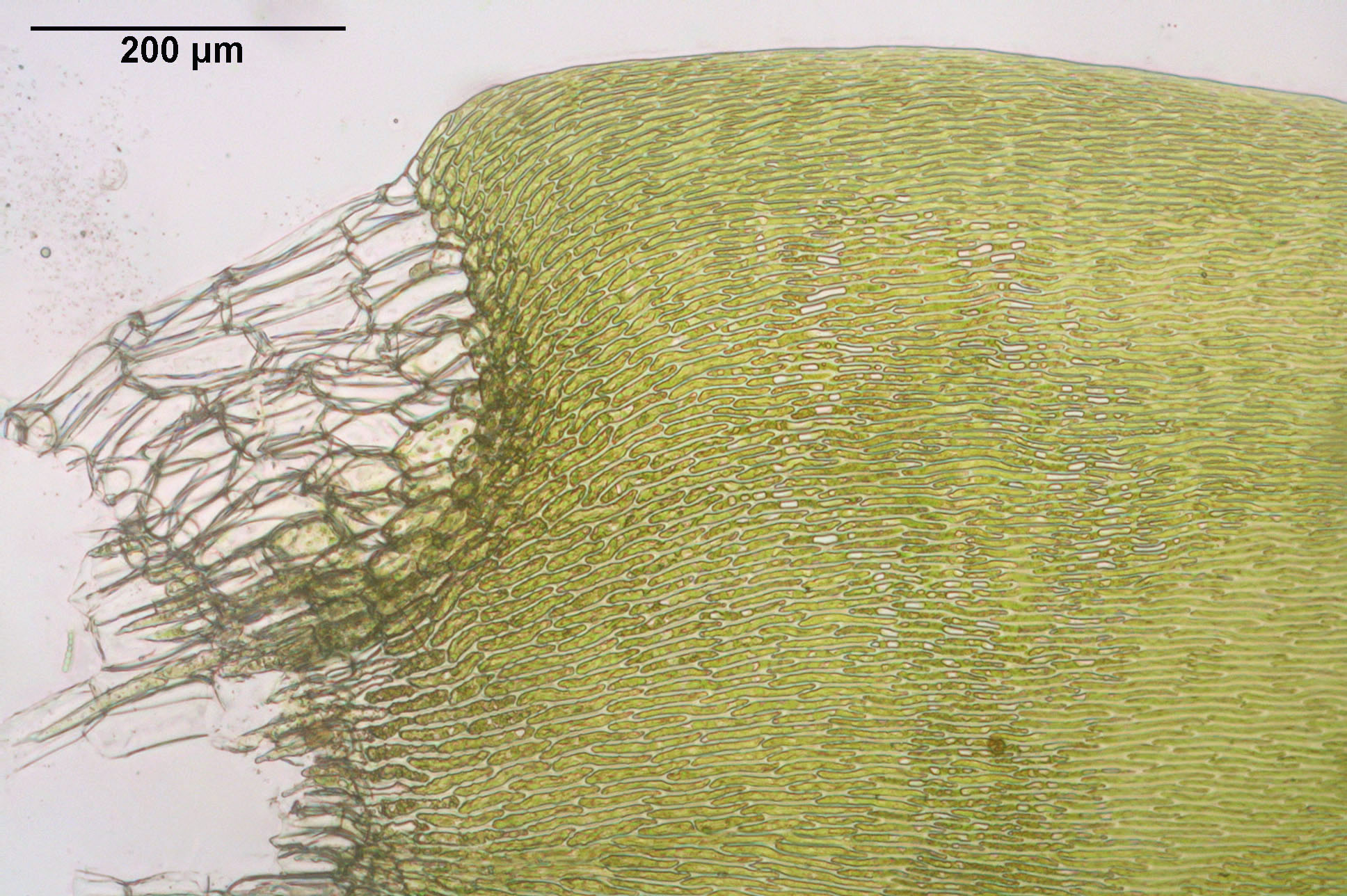
A saroksejtek nagyméretűek, jól elkülönülnek

## Fordítás
Ez a szócikk részben vagy egészben  a   Spitzblättriges_Spießmoos című német Wikipédia-szócikk ezen változatának fordításán alapul.  Az eredeti cikk szerkesztőit annak laptörténete sorolja fel. Ez a jelzés csupán a megfogalmazás eredetét és a szerzői jogokat jelzi, nem szolgál a cikkben szereplő információk forrásmegjelöléseként.